# Biserica Sfântul Nicolae - Amaradia (Belivacă) din Craiova
Biserica „Sfântul Nicolae” - Amaradia (Belivacă) din Craiova este un ansamblu de monumente istorice aflat pe teritoriul municipiului Craiova.
Ansamblul este format din două monumente:
- Biserica „Sf. Nicolae”-Amaradia (Belivacă) (cod LMI DJ-II-m-B-07930.01)
- Turn de intrare (cod LMI DJ-II-m-B-07930.02)